# Anatoli Dimarov
Anatoli Dimarov, né à Myrhorod (Union soviétique) le 5 mai 1922 et mort à Kiev (Ukraine) le 29 juin 2014, est un écrivain ukrainien.

## Biographie
Anatoli Dimarov nait dans le khoutor Harassiki (sur le territoire de l'actuelle oblast de Poltava, en Ukraine) dans la famille d'un riche paysan Andronik Fedotovich Garassiuta. Sa mère était la fille d'un prêtre d'origine bulgare. Pour sauver la famille de la déportation en Sibérie lors de la campagne de répression contre les koulaks, son père les envoie à Myrhorod, où la mère reprend son nom de jeune fille et réussit également à changer le nom de famille des enfants. Dans les nouveaux papiers d'identité on indique Myrhorod comme leur lieu de naissance.
En 1940, après avoir terminé ses études secondaires, Anatoli Dimarov est appelé à l'armée rouge. Pendant la Seconde Guerre mondiale, il combat au sein du 371e régiment de la 37e division de tirailleurs du Front sud-ouest. Blessé près de Mohyliv-Podilskyï, il se retrouve sur le territoire occupé et rejoint la résistance, avant de se faire réincorporer dans l'Armée rouge. Il recevra plusieurs décorations pour ses services.
De retour à la vie civile, il travaille dans la rédaction du magazine Sovetskaïa Volyn (Советская Волынь). Son premier recueil de nouvelles, Гості з Волині, parait en 1949.
En 1950-1951, il est étudiant de l'Institut de littérature Maxime-Gorki de Moscou, en 1951-1953, de l'Institut pédagogique de Lviv. En 1956, il est diplômé de la faculté de journalisme de l’École supérieure du parti communiste (ru), établissement qui prépare les cadres dirigeants du parti en URSS. Il s'installe à Kiev en 1960, mais pour des raisons politiques sera contraint de se faire oublier, en se retirant dans une expédition géologique pour cinq ans. Il parcourt alors l’Oural, le Caucase, la Transbaïkalie, les montagnes de Pamir et monts Tian.
Anatoli Dimarov est un auteur d'ouvrages pour adultes et enfants. Il écrit notamment des romans Joho simia (1956) Idol (1961) et Bil i hniw (1974). Depuis 1949, il est membre de l'Union des écrivains ukrainiens.
En 1990, il rejoint le parti démocratique d'Ukraine et en 1991 sa nouvelle Simon Reznik inspirée d'une histoire authentique est adaptée au cinéma par Vladimir Saveliev avec pour titre, en France, L'Homme traqué.
Mort à Kiev, l'écrivain est enterré au cimetière Baïkov.

## Prix et récompenses
- Prix national Taras Chevtchenko
- Ordre de la Guerre patriotique : 1985
- Ordre du Prince Iaroslav le Sage : 2006, 2012
- Médaille pour la victoire sur l'Allemagne (1985)